# Tom Lahaye-Goffart
Tom Lahaye-Goffart, né le 4 avril 1996 à Liège en Belgique, est un biathlète belge.

## Biographie
Tom Lahaye-Goffart est le fils de l'ancien biathlète Frédéric Lahaye-Goffart, qui a été le premier Belge à participer à une course de Coupe du monde (en 2000 à Ruhpolding). Il commence le biathlon en 2012, après avoir pratiqué activement le ski de fond.
Il dispute ses premières épreuves internationales lors des Championnats du monde jeunes de 2013 à Obertilliach, où il se classe entre la 54e place (poursuite) et la 64e place (individuel) en trois courses. Un an plus tard, il obtient de bien meilleurs résultats lors de ces championnats en catégorie jeunes, en terminant notamment 16e de la poursuite à Presque Isle en 2014. À l'aube de la saison 2014-2015, Lahaye-Goffart fait ses débuts en IBU Cup à Beitostølen. En mars 2015, il participe à ses premiers championnats du monde séniors à Kontiolahti, en Finlande où, pénalisé par de nombreuses erreurs de tir, il termine 123e de l'individuel et 119e du sprint. Au cours des années suivantes, Tom Lahaye-Goffart participe en alternance à l'IBU Cup et à l'IBU Cup junior et dispute les mondiaux juniors et les championnats d'Europe juniors en 2016 et 2017. Lahaye-Goffart fait partie du relais belge aux côtés de Michael Rösch, Thierry Langer et Thorsten Langer, qui termine 24e  aux Championnats du monde de 2016. Depuis que la Belgique participe régulièrement aux courses de relais masculines, il est la plupart du temps aligné dans l'équipe.
Lahaye-Goffart obtient son meilleur résultat en Coupe du monde en décembre 2020, lorsqu'il se classe 67e de l'individuel à Kontiolahti. Toujours sur 20 km, il obtient à l'échelon inférieur une cinquième place en IBU Cup deux ans plus tôt à Obertilliach grâce à un sans-faute au tir. Il parvient à marquer des points en Coupe du monde lors de quatre saisons (2016-2017, 2018-2019, 2019-2020 et 2021-2022) et son meilleur classement général final est 92e, en 2019.
Compte tenu de son modeste niveau en matière de performances et de résultats, la saison 2021-2022 est pour lui une consécration. Il gagne en effet sa sélection pour participer, pour la première fois, aux Jeux olympiques. Aux Jeux d'hiver de Pékin en février 2022, il se classe ainsi 90e de l'individuel, 91e du sprint et 20e du relais avec l'équipe de Belgique. Il met un  terme à sa carrière après l'évènement.

## Palmarès

### Jeux olympiques d'hiver
| Épreuve / Édition          | Individuel | Sprint | Poursuite | Départ en masse | Relais | Relais mixte |
| Jeux olympiques 2022 Pékin | 90e        | 91e    | —         | —               | 20e    | —            |

Légende :
- — : Non disputée par Tom Lahaye-Goffart

### Championnats du monde
| Édition / Épreuve       | Individuel | Sprint | Poursuite | Mass start | Relais | Relais mixte | Relais mixte simple              |
| ----------------------- | ---------- | ------ | --------- | ---------- | ------ | ------------ | -------------------------------- |
| Kontiolahti 2015        | 123e       | 119e   | —         | —          | —      | —            | Épreuve inexistante à cette date |
| Oslo 2016               | —          | —      | —         | —          | 24e    | —            | Épreuve inexistante à cette date |
| Östersund 2019          | —          | —      | —         | —          | 23e    | —            | 28e                              |
| Antholz-Anterselva 2020 | 93e        | 92e    | —         | —          | 19e    | 25e          | —                                |
| Pokljuka 2021           | 97e        | 94e    | —         | —          | 23e    | —            | —                                |